# Ланхарон
Ланхарон (ісп. Lanjarón) — муніципалітет в Іспанії, у складі автономної спільноти Андалусія, у провінції Гранада. Населення — 3861 особа (2010).
Муніципалітет розташований на відстані близько 390 км на південь від Мадрида, 30 км на південь від Гранади.

## Демографія
Динаміка населення (INE ):

## Галерея зображень

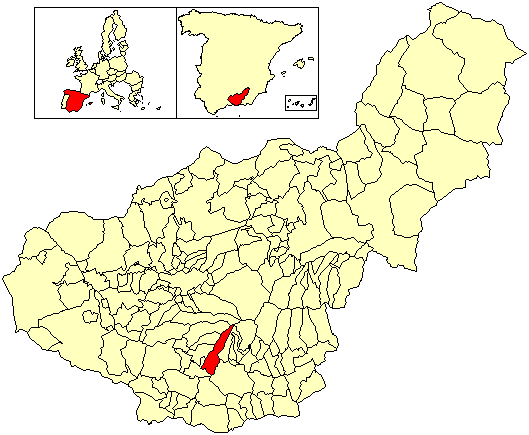
Розташування муніципалітету у провінції Гранада
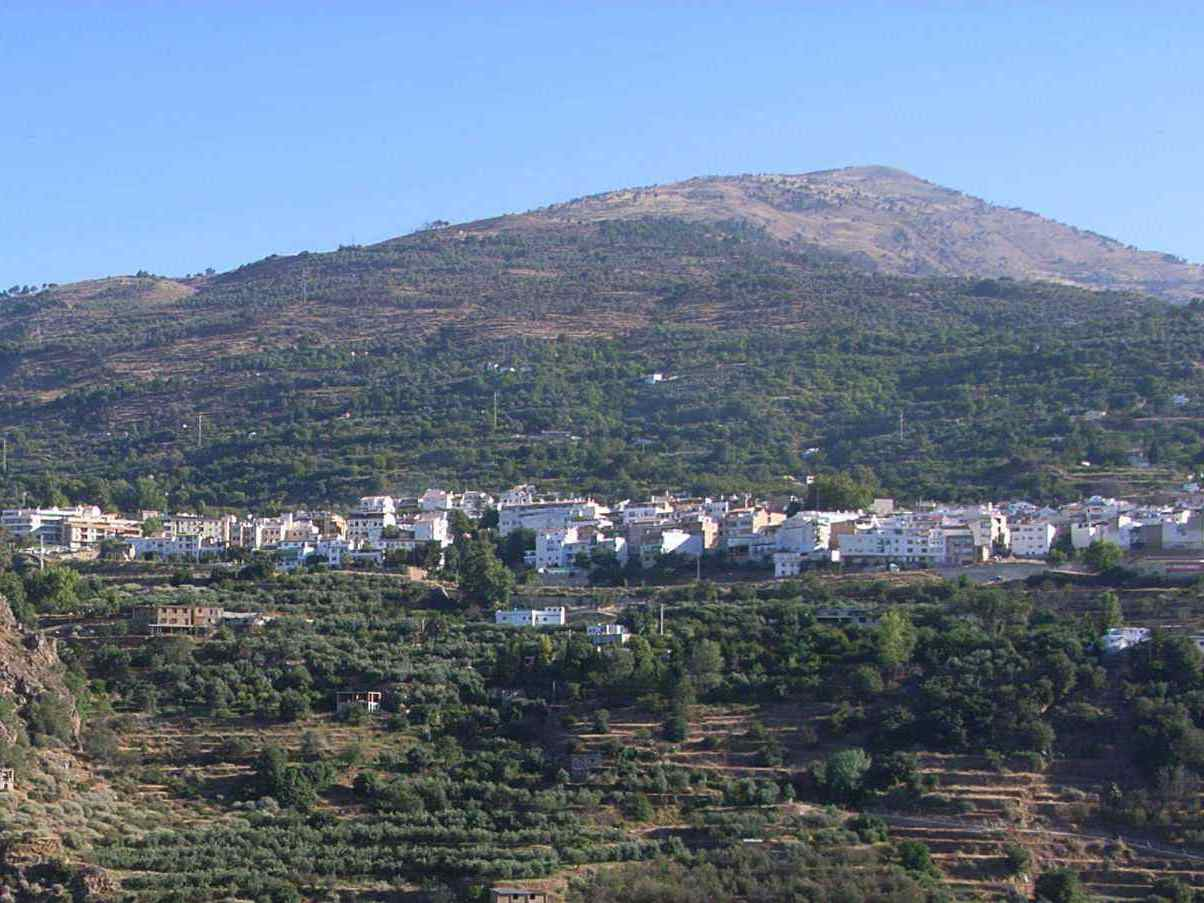
Ланхарон